# Distrito histórico de Turrentine
El Distrito histórico de Turrentine es un distrito histórico ubicado en Gadsden (Alabama, Estados Unidos).

## Descripción
El distrito se extiende a lo largo de Turrentine Avenue e incluye casas construidas durante el mayor período de crecimiento de Gadsden, desde 1891 hasta 1934. En esta calle, que en principio era el camino que conducía de la ciudad a la casa del general Daniel Clower Turrentine, vivieron algunos de los residentes más influyentes de la ciudad, como alcaldes, banqueros, médicos, educadores e industriales. Entre los estilos arquitectónicos que se encuentran en el distrito, se encuentran el Reina ana, el neoclásico, el neocolonial español, el American Craftsman y el Neotudor.
El distrito fue incluido en el Registro Nacional de Lugares Históricos en 2005.